# Segunda ola del feminismo

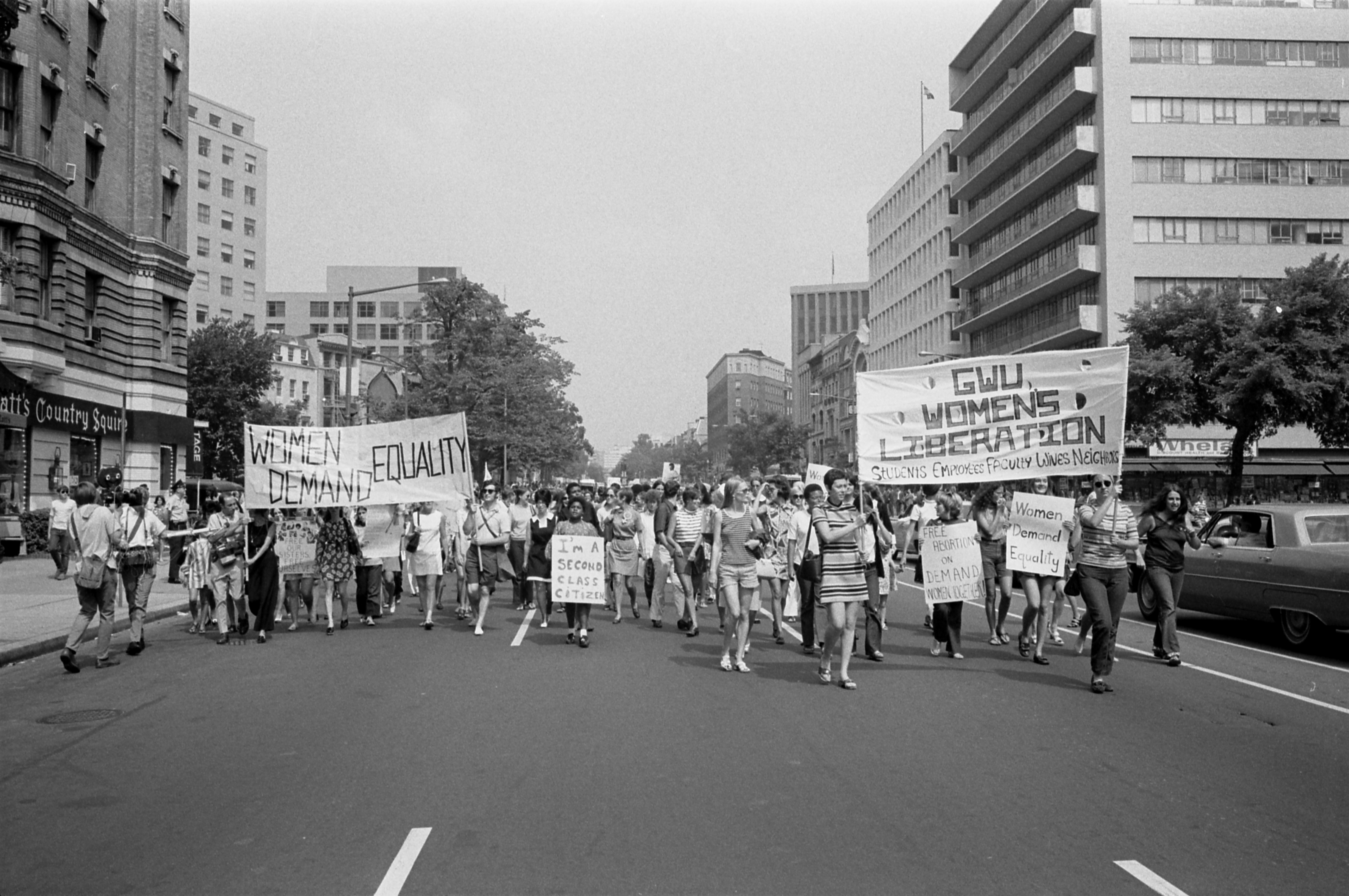
Marcha de liberación de la mujer en Washington, 1970.

La segunda ola feminista se sitúa desde la referencia de los estudios feministas anglosajones entre principios de la década de 1960 hasta finales de la década de los 80 coincidiendo con el inicio del movimiento de liberación de las mujeres en Estados Unidos. Según esta referencia, mientras la primera ola del feminismo anglosajón se enfocaba principalmente en la superación de los obstáculos legales (de jure) a la igualdad (sufragio femenino, derechos de propiedad, etc.) en la segunda ola del feminismo en Estados Unidos las reivindicaciones se centraban en la desigualdad no-oficial (de facto), la sexualidad, la familia, el trabajo y el derecho al aborto.
Autoras como Amelia Valcárcel o Celia Amorós sitúan la primera ola del feminismo en el feminismo ilustrado (desde la Revolución Francesa (1789-1795) hasta mediados del siglo XIX) con Olimpia de Gouges, Mary Wollstonecraft, o Poullain de la Barre que desarrollaron un pensamiento crítico-feminista en los márgenes de la Ilustración. El feminismo emerge como una vindicación transformando la teoría política señala Valcarcel. La segunda ola del feminismo en el sufragismo, movimiento iniciado en 1848 con la Declaración de Seneca Falls con la reivindicación del derecho al voto y la reclamación de participación política hasta el final de la Segunda Guerra Mundial y la proclamación de la Declaración Universal de los Derechos Humanos en 1948 que reconoce el sufragio femenino como derecho universal. Con esta genealogía del feminismo el Movimiento de Liberación de las Mujeres se incluiría no en la segunda sino en la tercera ola del feminismo, situada en el feminismo contemporáneo que tendría como precedente la publicación en 1963 de La mística de la Feminidad de la estadounidense Betty Friedan y que empieza a articularse en torno al 68 presentando una nueva agenda en relación con los derechos reproductivos. En América Latina y en particular en el Cono Sur las acciones colectivas se retomaron en los años 1980 con la recuperación democrática.

## Línea de tiempo de momentos clave

### El sufragio y el feminismo

#### 1949
- El segundo sexo de Simone de Beauvoir (se traduce a inglés en 1953)

#### Finales de los 50
- La sociedad comienza a saber que muchas mujeres están en desacuerdo con su estatus en la sociedad y el hecho de que la sociedad les niegue estudios o igualdad.

#### 1960
- La Food and Drug Administration aprueba las píldoras anticonceptivas, disponibles desde 1961.

#### 1961
- John F. Kennedy hace de los derechos de la mujer un tema clave de su política y nombra a mujeres como Esther Peterson en puestos de alto rango en su administración.
- Kennedy establece una Comisión Presidencial multidisciplinar sobre el estatus de la mujer.
- 50 000 mujeres en 60 ciudades se movilizan en la Huelga femenina por la paz, en protesta por los ensayos con bombas nucleares

#### 1962
- Helen Gurley Brown escribe Sex and the Single Girl.

#### 1963
- Un informe de la comisión encuentra discriminación sobre la mujer en casi todos los aspectos de la vida norteamericana y diseña estrategias para alcanzar la igualdad. Algunas de ellas son la baja por maternidad, cuidado infantil o cambios en las leyes del despido.
- Se publica el libro de Betty Friedan La Mística de la feminidad, una referencia para el movimiento feminista. Se convierte en un éxito de ventas.

#### 1965
- Casey Hayden y Mary King hacen circular un texto sobre sexismo en el Movimiento por los Derechos Civiles.

#### 1966
- 28 mujeres entre ellas Betty Friedan, fundan la National Organization for Women (NOW) una organización por derechos civiles de la mujer.

#### 1967
- Comienzan a aparecer grupos de liberación de la mujer en todo Estados Unidos.

### Desde la protesta contra Miss America a la revolución

#### 1968
- Robin Morgan conduce a varios miembros de la New York Radical Women a la protesta No More Miss America por considerar a la ganadora de 1968 sexista y racista.
- Coretta Scott King asume el liderazgo del Movimiento pro Derechos Civiles de las Mujeres Afroamericanas tras la muerte de su marido Martin Luther King. Shirley Chisholm es elegida la primera mujer negra en el Congreso de EE. UU.

#### 1969
- Se crea la organización feminista Redstockings impulsado por Ellen Willis y Shulamith Firestone
- Nace New York Radical Feminists fundado por Shulamith Firestone -tras abandonar Redstockings- y Anne Koedt

### Hermandad es poder

#### 1970
- Kate Millett publica su libro Política Sexual.
- Germaine Greer publica The Female Eunuch.
- Sentada de protesta en el Ladies' Home Journal
- Jo Freeman publica La tiranía de la falta de estructuras

#### 1975
- Susan Brownmiller publica Against Our Will: Men, Women, and Rape. (Contra nuestra voluntad: Hombres, Mujeres y Violación).

### Años 1980 y pérdida de fuerza

#### 1980
- Ronald Reagan, es elegido presidente.

#### 1981
- Jimmy Carter proclama la primera Semana de la Mujer en la Historia.
- Jeane Kirkpatrick es la primera mujer representante de EE. UU. en la ONU.

### Feminismo en los años 1980
- 22 estados añaden enmiendas a sus constituciones para superar la desigualdad de género.
- Aparecen nuevas oportunidades para mujeres y una nueva generación de abogadas, ejecutivas, doctoras, profesoras, políticas, etc.

## Éxito
A través de organizaciones como la National Organization for Women (NOW), WEAL y PCSW, la discriminación en el lugar de trabajo con la base del sexo se vuelve ilegal. El impacto de los medios de comunicación permite que el movimiento se expanda a través de artículos, periódicos, televisión, etc.

## Documentales
- She's Beautiful When She's Angry (2014)[9]

## Conferencias
- Waves of protest: social movements and feminism[10] (2018) Jo Freeman. Vídeo (inglés con traducción al español)